# Große Synagoge (Isjaslaw)

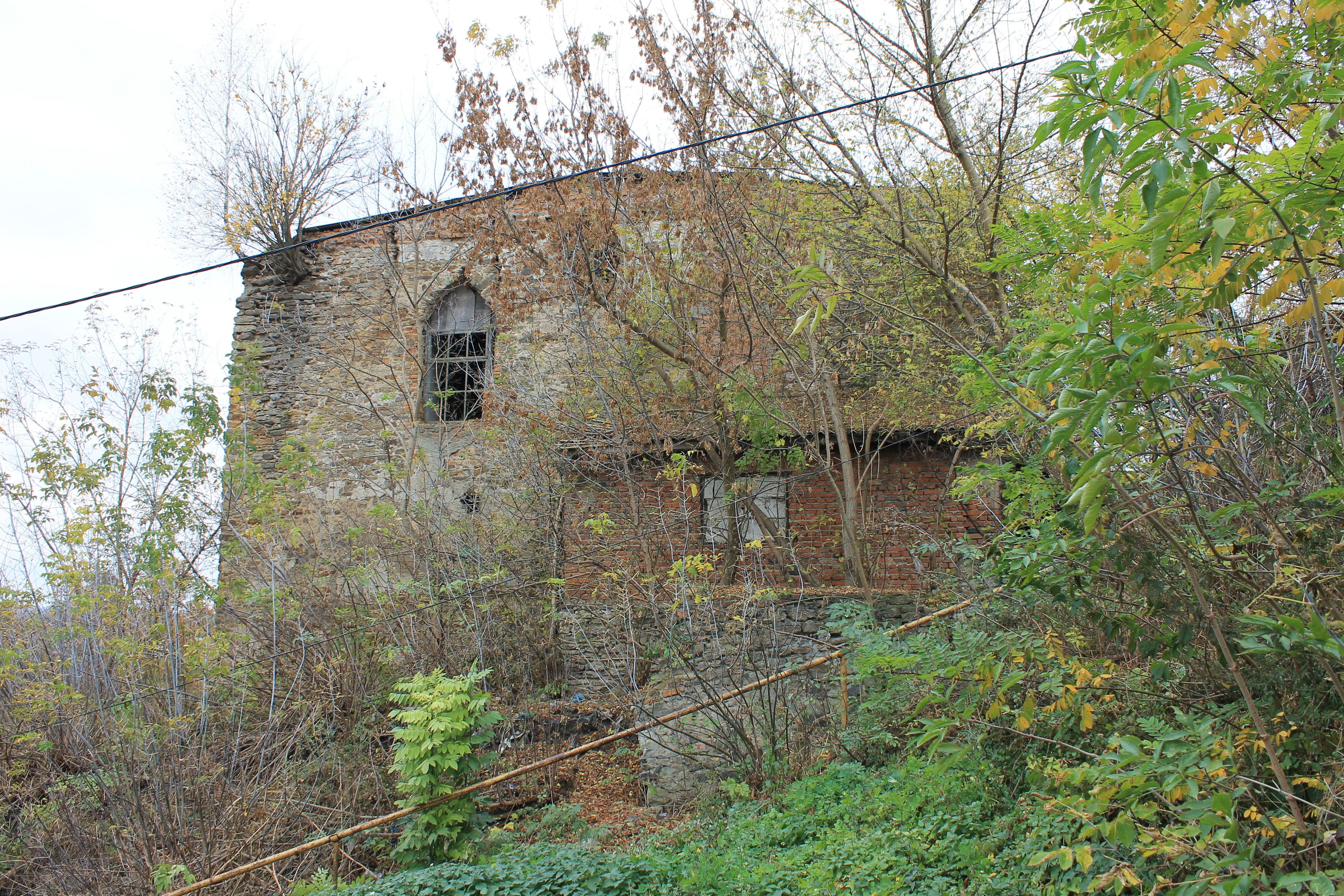
Große Synagoge 2014

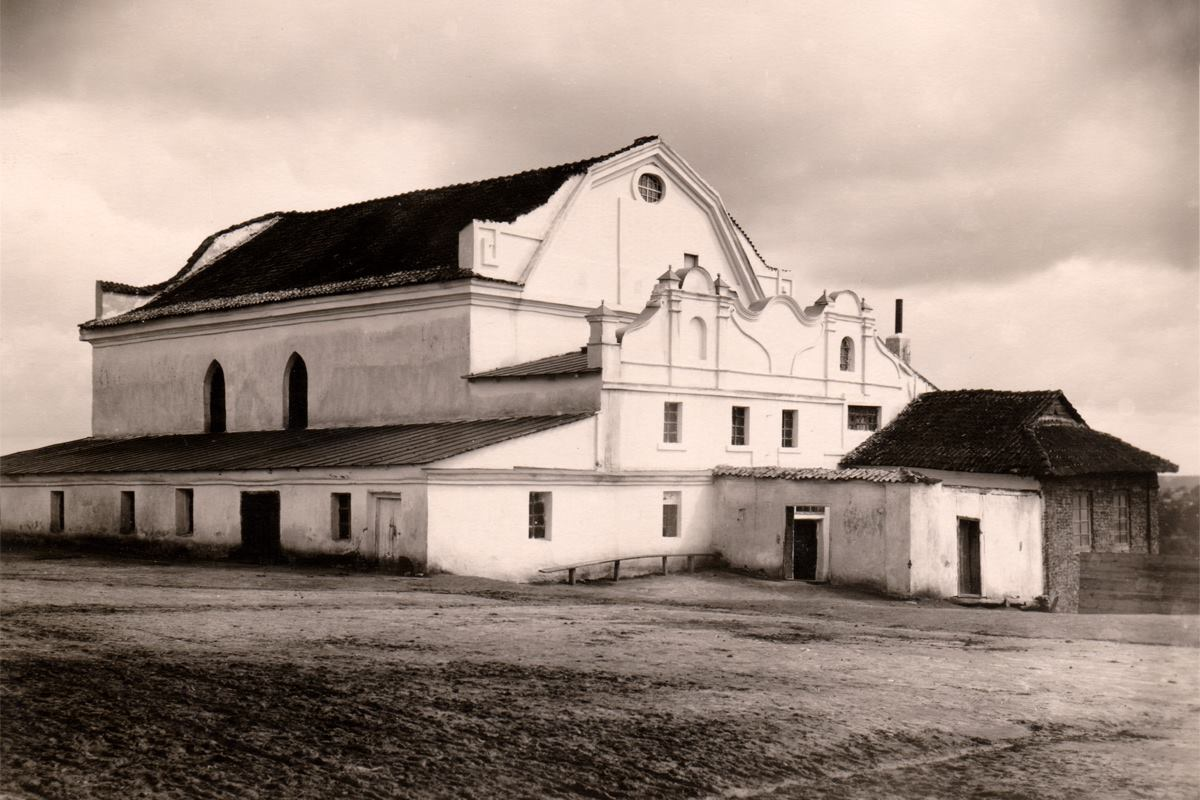
Große Synagoge zwischen 1912 und 1914

Die Große Synagoge in Isjaslaw in der ukrainischen Oblast Chmelnyzkyj wurde gegen Ende des 16. oder Beginn des 17. Jahrhunderts erbaut. Heute ist sie nahezu verfallen.

## Geschichte
Das genaue Baujahr der Synagoge ist nicht bekannt. Es liegt zwischen 1578, als erstmals Juden in Isjaslaw erwähnt wurden, und 1648, als im Rahmen des Chmelnyzkyj-Aufstands das Gebäude beschädigt und als Stall verwendet wurde.
Umfangreiche Umbauten wurden 1905 an den Anbauten im Norden und dem Vestibül im Westen durchgeführt. Dabei wurden Dach- und Giebelformen stark verändert.
Während des Russischen Bürgerkriegs 1918–1921 wurde die Synagoge außen und innen beschädigt, wurde danach aber noch weiter genutzt. Auf Bildern von 1928 sieht man jedoch, dass zum Beispiel der Toraschrein keinen Vorhang mehr hatte und leer war; zwei Jahre vorher war das noch nicht der Fall. Daher kann man davon ausgehen, dass seit dieser Zeit auch keine religiösen Zeremonien mehr dort stattfanden.
Im Zweiten Weltkrieg wurde das Gebäude weiter beschädigt. Anbauten wurden abgerissen und Decke und Dach zerstört. Nach dem Krieg wurde es als Kesselhaus für eine Musikinstrumentenfabrik genutzt. Dazu bekam es ein einfaches Dach sowie neue Anbauten. Umbauten veränderten den Charakter der Synagoge noch weiter.
Im Jahr 2011 ist es eine verfallene Ruine.

## Architektur
Die Synagoge wurde am Rand des Hochufers des Flusses Horyn gebaut. Sie bestand aus einer großen, rechteckigen Haupthalle (dem Gebetsraum der Männer), zum Westen hin einer zweistöckigen Vorhalle (Vestibül), entlang der gesamten Nordwand einem einstöckigen Anbau mit den Gebetsräumen der Frauen, sowie einem weiteren kleinen Anbau an der Südwest-Ecke.
Haupthalle und Vorhalle hatten kunstvoll ausgeformte Dachgiebel. Vestibül und nördlicher Anbau hatten rechteckige Fenster, während die Haupthalle im Norden zwei, im Süden drei und im Westen und Osten wiederum zwei hochgelegene, große Spitzbogenfenster hatte. Zwischen den Spitzen der Fenster im Westen und Osten gab es noch je ein Okulus.
Im Inneren der Halle gab es keine Stützen für die Decke; diese bestand aus einer ebenen Holzdecke. Von der Bima ist nichts bekannt. Der Toraschrein enthielt viele Elemente der Architektur des 18. Jahrhunderts und ist somit vermutlich jünger als das Gebäude selbst. Er war in der Mitte der östlichen Wand angebracht und durch eine kleine Treppe mit einem Holzgeländer zu erreichen.